# České requiem: Smrt a spasení
České requiem : Smrt a spasení  (Requiem tchèque : Mort et rédemption), Op.24, est une cantate chorale pour soprano, alto, baryton, chœur et orchestre composée en 1940 par Ladislav Vycpálek (en). Elle fait suite à ses cantates précédentes Kantata o posledních věcech člověka (Cantate des dernières choses de l' homme, 1921) et Blahoslavený dix člověk (Béni soit l'homme, 1933).

## Enregistrements
- Karel Ančerl Gold Edition (cs)